# УЕФА Лига конференције
УЕФА Лига конференције (енгл. UEFA Conference League) је годишње фудбалско клупско такмичење које се организује под окриљем Уефе. Клубови се квалификују на основу свог поретка у домаћим лигама и куповима. Такмичење је треће по јачини у европском клупском фудбалу, након Лиге шампиона и Лиге Европе.
Лига конференције се редовно одиграва од сезоне 2021/22. Од почетка поменуте сезоне, у Лиги Европе не учествује 48, већ 32 клуба. У Лиги конференције махом учествују екипе из слабије рангираних асоцијација на Уефиној ранг-листи. Ниједан тим не може да се квалификује директно у Лигу конференције; учествује 10 клубова који су испали у плеј-офу за Лигу Европе, а остали клубови се пласирају преко квалификација. Осмопласирана екипе енглеске Премијер лиге, немачке Бундеслиге и италијанске Серије А директно се пласирају у последње коло квалификација за Лигу конференције. Победници Лиге конференције наредне сезоне добијају место у Лиги Европе, осим ако се већ нису квалификовали у Лигу шампиона.
Челси је актуелни шампион такмичења, пошто је победио Реал Бетис резултатом 4 : 1 у финалу из 2025. године.

## Историја
УЕФА је наводно размишљала о увођењу трећег по јачини европског клупског такмичења од 2015. године верујући да би тај турнир могао бити шанса за клубове из ниже рангираних асоцијација да више напредују него што би у Лиги шампиона и Лиги Европе. Средином 2018. интензивирали су се разговори о скором успостављању турнира, а верује се да је тада договорено и то да ће групна фаза Лиге Европе, коју чине 48 екипа, бити подељена на две половине, с тим да ће слабија половина чинити основу новог такмичења.
Дана 2. децембра 2018, УЕФА је званично најавила покретање новог такмичења, које је претходно било познато под називом Лига Европе 2 (односно само ЛЕ2), као и то да ће оно бити покренуто у оквиру трогодишњег такмичарског циклуса 2021—2024.
Званичан назив такмичења, УЕФА Лига конференције, објављен је 24. септембра 2019.

## Систем такмичења
Лига конференције функционише по сличном принципу као Лига шампиона. У групној фази налази се 32 клуба који су подељени у осам група по четири. У групну фазу Лиге конференције осигуран улазак има само десет клубова који су поражени у квалификационом колу плеј-офа за пласман у Лигу Европе. Преостала 22 места попуњавају се кроз две стазе квалификација:
|                                       |                                       | Екипе које почињу такмичење од наведене фазе | Екипе које су се квалификовале из претходне фазе                                               | Екипе које су испале из Лиге шампиона | Екипе које су испале из Лиге Европе                                             |
| ------------------------------------- | ------------------------------------- | --- | ---------------------------------------------------------------------------------------------- | --- | ------------------------------------------------------------------------------- |
| Прво коло квалификација (72 екипе)    | Прво коло квалификација (72 екипе)    | - 26 освајача домаћег купа из савеза који су рангирани од 30. до 55. места - 24 другопласирана тима из савеза који су рангирани од 30. до 54. места (изузев Лихтенштајна) - 21 трећепласиран тим из савеза који су рангирани од 29. до 50. места (изузев Лихтенштајна) |                                                                                                | |                                                                                 |
| Друго коло квалификација              | Стаза првака (20 екипа)               | |                                                                                                | - 17 поражених тимова из првог кола квалификација за Лигу шампиона - 3 поражена тима из прелиминарне рунде квалификација за Лигу шампиона |                                                                                 |
| Друго коло квалификација              | Главна стаза (90 екипа)               | - 14 освајача домаћег купа из савеза који су рангирани од 16. до 29. места - 14 другопласираних тимова из савеза који су рангирани од 16. до 29. места - 16 трећепласираних тимова из савеза који су рангирани од 13. до 28. места - 9 четвртопласираних тимова из савеза који су рангирани од 7. до 15. места - 1 петопласирани тим из савеза који је рангиран на 6. месту | - 36 победника из првог кола квалификација                                                     | |                                                                                 |
| Треће коло квалификација              | Стаза првака (10 екипа)               | | - 10 победника из другог кола квалификација (стаза првака)                                     | |                                                                                 |
| Треће коло квалификација              | Главна стаза (52 екипе)               | - 6 трећепласираних тимова из савеза који су рангирани од 7. до 12. места - 1 четвртопласирани тим из савеза који је рангиран на 6. месту | - 45 победника из другог кола квалификација (главна стаза)                                     | |                                                                                 |
| Коло плеј-офа                         | Стаза првака (10 екипа)               | | - 5 победника из трећег кола квалификација (стаза првака)                                      | | - 5 поражених тимова из трећег кола квалификација за Лигу Европе (стаза првака) |
| Коло плеј-офа                         | Главна стаза (34 екипе)               | - 1 петопласирани тим из савеза који је рангиран на 5. месту - 4 шестопласирана тима из савеза који су рангирани од 1. до 4. места | - 26 победника из трећег кола квалификација (главна стаза)                                     | | - 3 поражена тима из трећег кола квалификација за Лигу Европе (главна стаза)    |
| Групна фаза (32 екипе)                | Групна фаза (32 екипе)                | | - 5 победника из кола плеј-офа (стаза првака) - 17 победника из кола плеј-офа (главна стаза)   | | - 10 поражених тимова из кола плеј-офа за Лигу Европе                           |
| Бараж за елиминациону фазу (16 екипа) | Бараж за елиминациону фазу (16 екипа) | | - 8 другопласираних тимова из такмичења по групама                                             | | - 8 трећепласираних тимова из групне фазе Лиге Европе                           |
| Елиминациона фаза (16 екипа)          | Елиминациона фаза (16 екипа)          | | - 8 првопласираних тимова из такмичења по групама - 8 победника из баража за елиминациону фазу | |                                                                                 |

Напомена:

Уефина ранг-листа националних асоцијација

## Спонзорство
Известан број међународних предузећа спонзорише ово такмичење. Многи од њих су истовремено спонзори и Лиге Европе.
Главни спонзори такмичења за циклус 2021—2024. су следећи:
- -  — [7] (изузев Босне и Херцеговине, Норвешке,  самопроглашене Републике Косово, Турске и Француске)
- [8]
  -  (једино у Израелу)
  -  (једино у Словачкој)
  -  (једино у Данској, Ирској, Италији, Уједињеном Краљевству, Француској, Швајцарској и Шпанији)
  -  (једино у Аустрији и Немачкој)
  -  (једино у Пољској)
  -  (једино у Белгији, Бугарској, Луксембургу и Румунији)
  -  (једино у Холандији)
- [9]
- [10]
- [11]
- [12]
- [13]

Појединачни клубови могу да носе дресове са сопственим спонзорима, чак иако они не послују с Лигом конференције. Међутим, дозвољено је присуство само два спонзора по дресу (не рачунајући произвођача опреме) — на грудима и на левом рукаву. Изузетак су непрофитне организације, чији назив може стојати на предњој страни мајице (заједно с главним спонзором) или на полеђини (било испод броја играча или између имена играча и крагне).

## Финансије
Попут Лиге шампиона и Лиге Европе, новац који клубови добијају зависи од самог учешћа и резултата истих у такмичењу као и од вредности њиховог ТВ тржишта.
За сезону 2022/23, учешће у групној фази Лиге конференције награђује се са 2.940.000 евра. Победа у групи вреди 500.000 а реми 166.000 евра. Сваки првопласирани у групи добија 650.000 евра и сваки другопласирани 325.000 евра. Пласман у нокаут фазу доноси додатне бонусе за клубове: 300.000 у шеснаестини финала, 600.000 у осмини финала, милион у четвртфиналу и два милиона у полуфиналу. Губитник у финалу добија 3.000.000 евра док је шампион награђен са 5.000.000 европских новчаница.
- Испадање у првом колу квалификација: 150.000 евра
- Испадање у другом колу квалификација: 350.000 евра
- Испадање у трећем колу квалификација: 550.000 евра
- Испадање у колу плеј-офа: 750.000 евра
- Пласман у групну фазу: 2.940.000 евра
- Победа у групној фази: 500.000 евра
- Реми у групној фази: 166.000 евра
- Првопласиран у групној фази: 650.000 евра
- Другопласиран у групној фази: 325.000 евра
- Бараж за улазак у елиминациону фазу: 300.000 евра
- Осмина финала: 600.000 евра
- Четвртфинале: 1.000.000 евра
- Полуфинале: 2.000.000 евра
- Финалиста: 3.000.000 евра
- Шампион: 5.000.000 евра

## Рекорди и статистике

### Успеси по клубовима
| Клуб              | Победник | Финалиста | Године када је клуб био победник | Године када је клуб био финалиста |
| ----------------- | -------- | --------- | -------------------------------- | --------------------------------- |
| Рома              | 1        | 0         | 2022.                            | —                                 |
| Вест Хем јунајтед | 1        | 0         | 2023.                            | —                                 |
| Олимпијакос       | 1        | 0         | 2024.                            | —                                 |
| Челси             | 1        | 0         | 2025.                            | —                                 |
| Фјорентина        | 0        | 2         | —                                | 2023, 2024.                       |
| Фајенорд          | 0        | 1         | —                                | 2022.                             |
| Реал Бетис        | 0        | 1         | —                                | 2025.                             |

### Успеси по државама
| Држава    | Победник | Финалиста |
| --------- | -------- | --------- |
| Енглеска  | 2        | 0         |
| Италија   | 1        | 2         |
| Грчка     | 1        | 0         |
| Холандија | 0        | 1         |
| Шпанија   | 0        | 1         |